# Campeonato Brasileiro de Futebol Feminino Sub-18 de 2019
O Campeonato Brasileiro Feminino Sub-18 de 2019 foi a primeira edição desta competição futebolística de modalidade feminina organizada pela Confederação Brasileira de Futebol (CBF).
Foi disputada por 24 equipes entre os dias 9 de julho e 17 de outubro. Internacional e São Paulo protagonizaram a decisão. Na ocasião, o Internacional saiu vitorioso após vencer a primeira partida e empatar a segunda. Assim, o clube gaúcho se sagrou o primeiro campeão da competição.
Após a finalíssima, a técnica do Internacional, Camila Orlando, falou sobre a conquista e descreveu o feito inédito como "fazer parte da história do futebol feminino de base."

## Formato e participantes
Em julho de 2019, a CBF anunciou a criação da primeira competição nacional de base feminina com o intuito de suprir uma lacuna da modalidade e atender as necessidades dos clubes brasileiros. Na mesma ocasião, a entidade divulgou o regulamento, a tabela detalhada e as cidades de Bálsamo, Belém, Caçador, Ceilândia, Flores da Cunha e São Lourenço da Mata como sedes. O torneio foi disputado em quatro fases, sendo as duas primeiras por pontos corridos e as duas últimas em partidas eliminatórias. Na primeira, as 24 agremiações foram divididas em seis grupos, pelos quais os integrantes disputaram jogos de turno e returno contra os adversários do próprio chaveamento. Após seis rodadas, os líderes de cada grupo e os dois melhores segundo colocados se classificaram para a segunda fase. Esta, por sua vez, manteve o mesmo sistema de disputa, mas em jogos de turno único. As quatro agremiações restantes fizeram as semifinais e os vencedores prosseguiram para a final. Os 24 participantes desta edição foram:
| Federação                                            | Participantes       |
| ---------------------------------------------------- | ------------------- |
| Amazonas                                             | Iranduba            |
| Bahia                                                | Bahia               |
| Bahia                                                | São Francisco EC    |
| Bahia                                                | Vitória             |
| Distrito Federal                                     | Minas Brasília      |
| Minas Gerais                                         | Atlético Mineiro    |
| Minas Gerais                                         | Cruzeiro            |
| Pará                                                 | Paysandu            |
| Pará                                                 | Pinheirense         |
| Paraná                                               | Foz Cataratas       |
| Pernambuco                                           | Vitória das Tabocas |
| Rio de Janeiro \|style="text-align: left;"\|Botafogo |                     |
| Flamengo                                             |                     |
| Fluminense                                           |                     |
| Vasco da Gama                                        |                     |
| Rio Grande do Sul                                    | Internacional       |
| Santa Catarina                                       | Chapecoense         |
| Santa Catarina                                       | Kindermann          |
| São Paulo                                            | Corinthians         |
| São Paulo                                            | Ferroviária         |
| São Paulo                                            | Palmeiras           |
| São Paulo                                            | Ponte Preta         |
| São Paulo                                            | Santos              |
| São Paulo                                            | São Paulo           |

## Primeira fase
Em 9 de julho de 2021, Fluminense e Bahia protagonizaram o primeiro jogo desta edição, vencido pela primeira equipe. No término desta fase, Flamengo, Fluminense, Internacional, Iranduba, Santos, São Paulo, Vasco da Gama e Vitória se classificaram.

## Segunda fase
Após o término da primeira fase, o torneio entrou em um pequeno hiato e somente retornou em 11 de agosto. O Santos foi o único clube que terminou a fase com 100% de aproveitamento, e seguido pelo Internacional na segunda colocação. No outro grupo, Iranduba e São Paulo terminaram classificados, mas com campanhas idênticas. Por conseguinte, a primeira colocação foi decidida em sorteio, vencido pelo clube de Amazonas.

## Fases finais
O clássico San-São abriu as semifinais no dia 5 de setembro, em um confronto realizado na cidade de Cotia. Na ocasião, o São Paulo abriu o placar e o Santos conseguiu o empate no final da partida; contudo, o São Paulo avançou após golear o segundo confronto. No outro confronto, o Internacional goleou o Iranduba no primeiro jogo e garantiu a classificação após um empate. O Internacional ficou com o título após vencer o São Paulo pelo placar agregado de 2–1.
|  | Semifinal     | Semifinal | Semifinal | Semifinal |   |               | Final | Final | Final | Final |
|  |               |           |           |           |   |               |       |       |       |       |
|  | Internacional | 5         | 1         | 6         |   |               |       |       |       |       |
|  | Iranduba      | 0         | 1         | 1         |   |               |       |       |       |       |
|  | Iranduba      | 0         | 1         | 1         |   | Internacional | 1     | 1     | 2     |       |
|  |               |           |           |           |   | Internacional | 1     | 1     | 2     |       |
|  |               | São Paulo | 0         | 1         | 1 |               |       |       |       |       |
|  | São Paulo     | São Paulo | 0         | 1         | 1 | 1             | 4     | 5     |       |       |
|  | São Paulo     |           |           |           |   | 1             | 4     | 5     |       |       |
|  | Santos        | 1         | 1         | 2         |   |               |       |       |       |       |

## Estatísticas

### Artilharia
| Gols | Jogadora            | Equipe                   |
| ---- | ------------------- | ------------------------ |
| 16   | Amanda Gutierres    | Santos                   |
| 12   | Maria Peck          | Flamengo                 |
| 10   | Gaby Louvain        | Vasco                    |
| 9    | Júlia Beatriz       | Iranduba                 |
| 9    | Júlia Daltoé        | Internacional            |
| 8    | Jheniffer Cordinali | Internacional            |
| 8    | Tarciane            | Fluminense Football Club |
| 8    | Emeli               | Esporte Clube Vitória    |

## Leitura complementar
- «Tabela detalhada do Campeonato Brasileiro Feminino Sub-18 de 2019» (PDF). Confederação Brasileira de Futebol. Consultado em 25 de junho de 2022. Arquivado do original (PDF) em 30 de setembro de 2021